# Nationalpark Gargano
Der Nationalpark Gargano (italienisch Parco nazionale del Gargano) ist ein italienischer Nationalpark auf dem Gargano in Apulien. Er ist bekannt für seine alten Pinienwälder. Er schließt das Naturschutzgebiet Foresta Umbra (italienisch für ‚dunkler Wald, schattiger Wald‘) ein, das von Buchenwäldern dominiert wird. Das Gebiet des Nationalparks umfasst eine Fläche von knapp 120.000 Hektar.

## Foresta Umbra
Der Wald Foresta Umbra ist in vier mehr oder weniger konzentrische Zonen eingeteilt: Zone A, Zone B, Zone C und Zone D. 
- Zone D ist für Besucher allgemein zugänglich.
- Zone C ist für den Autoverkehr gesperrt, aber für Fußgänger zugänglich;
- Zone B ist das eigentliche Naturschutzgebiet Foresta Umbra, wo es streng verboten ist, die Tier- und Pflanzenwelt zu stören oder zu beschädigen.
- Zone A, das schwer zugängliche Herz des Waldes, ist für Touristen und Spaziergänger vollständig gesperrt und dient als Schonraum für die Fauna des Gargano.

Das Naturschutzgebiet Foresta Umbra ist etwa 121'118 Hektar groß.

## Hydrographie
Der Gargano ist arm an Oberflächenwasser; es existiert lediglich ein spärliches Netz von Bächen für die Oberflächenentwässerung. Eine Ausnahme bildet ein kleines Gebiet mit einer Gesamtfläche von rund 11.000 ha im Norden der Halbinsel, in dem es einige wenige größere Bäche gibt. Es handelt sich um Zuflüsse der Seen Lago di Varano und Lago di Lesina. 
In der Karstlandschaft des Gargano versickern drei Viertel des Niederschlages unmittelbar. Zwei Grundwasserströme sind zu unterscheiden. Einer durchzieht die gesamte Landzunge, während ein zweites System auf das Gebiet von Vico del Gargano und Ischitella im Norden der Halbinsel beschränkt ist (sekundäre Schicht).
Im Nordwesten des Naturparks liegen die zwei Seen Lago di Lesina und Lago di Varano.
Der Lago di Lesina ist eine Lagune, 24,4 km lang und 2,4 km breit und hat einen Umfang von fast 50 km. Er ist durch zwei Kanäle, den Acquarotta und den Schiapparo, schiffbar. Die Kanäle verbinden die Lagune mit der Adria, von der der See durch eine Düne getrennt wird. Der fischreiche See hat Brackwasser, da er durch Sturzbäche aus dem Hochland mit Süßwasser gespeist wird.
Der Lago di Varano, ebenfalls eine Lagune, ist der größte See in Süditalien (60,5 km²). Er ist durch eine 10 km lange sandige Landzunge vom Küstenmeer getrennt. Auf der Landzunge steht ein dichter Wald aus Pinien, Eukalyptusbäumen und Mastixsträuchern. Auch der Varano ist ein Brackwassersee, der von vielen unterirdischen Süßwasserquellen gespeist wird, während durch die Kanäle Foce Varano und Foce Capoiale Salzwasser aus der Adria zugeführt wird. Der See ist bekannt für seine reiche Fauna; vor allem Aale und Muscheln findet man hier.

## Gemeinden
Die Orte im Gebiet der Foresta Umbra sind:
- Vico del Gargano
- Monte Sant’Angelo
- Vieste
- Carpino
- Peschici
- Mattinata